# Колделаноче (Анкона)
Колделаноче је насеље у Италији у округу Анкона, региону Марке.
Према процени из 2011. у насељу је живело 48 становника. Насеље се налази на надморској висини од 391 м.